# Paulus VI:s liturgi
Paulus VI:s liturgi betecknar den nya romerska mässordning, vilken gavs ut 1969 av påven Paulus VI. Året därpå, 1970, gavs ett nytt romerskt missale ut. 
Utgivningen av ny gudstjänstordning gällande den romerska ritens övriga sakrament och liturgiska ceremonier följde snart. Utmärkande drag var: folkspråkens införande i liturgin, att den romerska liturgin i sin nya form lade tonvikten vid den mänskliga gemenskapen samt till skillnad från tidigare erbjöd en rad valmöjligheter och varianter.
Härutöver hade sådant som ansågs stöta ”den moderna människan” och ”protestantiska medbröder” antingen tonats ned eller strukits.

## Införande
Paulus VI ville med sin liturgireform ersätta den så kallade tridentinska liturgin. I ett tal i november 1969 uppgav han sina skäl för de mycket genomgripande förändringar han låtit genomföra. 
I de flesta länder världen över infördes också den nya liturgin istället för den månghundraåriga tradition som ditintills utmärkt den latinska kyrkans offentliga bön och därmed präglat den allmänna uppfattningen om Romersk-katolska kyrkan. Emellertid stötte den nya liturgin på motstånd och till och med anklagelser om att inte vara renlärig (se romersk-katolsk traditionalism). Särskilt uppmärksammad blev i sammanhanget kardinalerna Alfredo Ottavianis och Antonio Baccis till påven sända studium om den nya mässan, vari hävdades att ”den nya mässordningen såväl till sina enskilda delar som till sin helhet på ett häpnadsväckande sätt avviker från läran om mässan sådan denna fastställts av Trientkonciliet”. Studien föranledde en viss översyn av det ursprungliga förordet till Paulus VI:s missale. I övrigt kvarstod Paulus VI:s liturgi.
Den kontrovers som uppstod kring Paulus VI:s liturgireform (se romersk-katolsk traditionalism) har under påve Johannes Paulus II:s mera försonande styre (se Ecclesia Dei) och med påve Benedikt XVI:s stöd till förmån för den äldre romerska riten (se tridentinsk liturgi) till stor del kunnat biläggas. I och med den påvliga skrivelsen Summorum pontificum av den 7 juli 2007 utgör den klassiska/äldre romerska riten, även kallad tridentinsk rit, åter ett officiellt uttryck för den romerska riten, jämte Paulus VI:s liturgi.
Paulus VI:s liturgi har översatts till de olika folkspråken och beroende på grad av kulturell anpassning antagit tämligen olika utseende. Mellan firandet av denna liturgi i till exempel det franska benediktinklostret Solesmes i Solesmes och en indisk missionsstation är skillnaderna oerhörda, varför det ibland kan vara svårt att uppfatta att det formellt sett rör sig om samma rit. Också i västerlandet skiljer sig firandet av den nya romerska liturgin mycket åt beroende på församling och tjänstgörande präst, beroende på stift och vederbörande biskop. Sedan 2003 har Rom långsamt sökt strama åt vad man uppfattar som en otillbörlig vidd och subjektivitet i tillämpningen av Paulus VI:s liturgireform (se Ecclesia de Eucharistia).
2000/2002 gavs den tredje, reviderade utgåvan (editio typica) av Paulus VI:s Missale romanum ut under överinseende av den dåvarande prefekten för den romerska ritkongregationen, kardinal Medina Estévez. Dess översättning till de olika folkspråken är ännu inte färdigställd.

## Ändringar jämfört med tidigare

### I mässordningens text
Gällande mässordningens text kan bland annat sägas att
- trappstegsbönerna avskaffades,
- Kyrie eleison förenklades från tre repetitioner till två, det vill säga omstöptes i dialogform präst–församling (Kyrie eleison blev sedan ett av flera alternativ för mässans inledande botdel),
- Gloria förbehölls söndagar,
- en andra läsning före evangeliet tillades,
- gradualet reformerades,
- predikan blev en del av mässans liturgi,
- Credo förbehölls söndagarna,
- ett slags folkets bön infördes,
- offertoriet avskaffades och ersattes av en avsevärt kortare offergåvornas tillredelse som underströk mässans karaktär av måltid,
- ett mycket stort antal prefationer tillkom,
- den romerska kanon, som varit obligatorisk, blev en av fyra (med tiden betydligt fler) eukaristiska böner,
- konsekrationsorden genomgick förändringar,
- den romerska kanon lästes tyst och de eukaristiska bönerna i den nya riten läses högt,
- av de 25 korstecken som under den romerska kanon utfördes över hostia och kalk ströks alla utom ett,
- Herrens bön fick tillägget ”Ty riket är ditt ...”,
- fridshälsningen ändrade karaktär, omfattning, utformning och formel,
- prästens kommunion och folkets kommunion, som ditintills varit åtskilda, stöptes om till en enhet,
- kommunion under båda gestalterna infördes,
- såväl prästens som folkets böner före kommunion blev färre och skrevs om,
- välsignelsen bytte plats och
- slutevangeliet avskaffades.

### Ändringar i propriet
- Mässpropriets äldsta delar – de olika uppsättningar bestående av kyrkobön, offertoriebön (secreta) och postkommunionsbön – skrevs om.
- Mässpropriets övriga delar (ingångsantifon, graduale, offertorieantifon och annat) utom läsningarna ur Bibeln i hög grad blev frivilliga.
- Lektionariet ersattes med ett annat, upplagt efter en treårscykel och principen om löpande läsning från en dag till nästa (i det äldre lektionariet utgjorde läsningarna istället en del av varje liturgisk fests mässproprium och var således tematiska och oupplösligt förenade med övriga delar ur propriet).

### Andra ändringar
Kyrkokalendern undergick samtidigt en radikal omstöpning:
- oktaverna avskaffades,
- söndagarna efter pingst blev söndagar under året,
- vissa helgondagar ströks,
- veckodagarna lyftes fram på bekostnad av helgonkalendern,
- flera fester som befanns rimma illa med modern bibelkritik och förnuftstro ströks och
- helgonkalendern undergick en djup omdaning i det flertalet helgonfester anvisades nytt datum.

Vidare förenklades det liturgiska ceremonielet radikalt. Bland annat avskaffades i mässan de många knäfallen utom två och subdiakonatet och de lägre vigningarna avskaffades. Andra punkter förtjänar att omnämnas: 
- folkspråken trängde i praktiken ut latinet som liturgiskt språk,
- kvinnor tilläts beträda altarrummet,
- lekmannakommunionsutdelare (extraordinarie kommunionsutdelare) infördes,
- gregoriansk sång blev sällsynt,
- profan musik och profana musikinstrument tilläts i kyrkorummet och i liturgin och
- kyrkorum undergick stora förändringar ifråga om struktur och stil. Inte minst flyttades tabernaklet ofta från huvudaltarets mitt till något sidokapell.

### Webbkällor
- Paulus VI, Tal vid generalaudiens 1969-11-26 – Paulus VI om den nya romerska liturgins karaktär av nyhet
- Mässans fasta del (proprium) enligt Paulus VI:s ordning
- Jämförelse av mässans fasta del (romersk rit) 1962 resp. 1970.
- The Ottaviani intervention, 1969